# Kore Kaite Shine
Kore Kaite Shine (japanisch これ描いて死ね) ist eine Manga-Serie von Minoru Toyoda, die seit 2021 in Japan erscheint. 2025 wurde eine Anime-Adaption angekündigt.

## Inhalt
Die Handlung spielt auf der Insel Izu-Ōshima. Die Protagonistin Ai Yasumi hat eine Leidenschaft für Mangas. Inspiriert von einem Werk ihres Lehrers beschließt sie, selbst Mangaka zu werden. Gemeinsam mit Freunden gründet sie einen Manga-Club und stellt sich den Herausforderungen des kreativen Schaffens, während sie persönliche und zwischenmenschliche Erfahrungen sammelt.

## Veröffentlichung
Die Mangaserie erscheint seit 2021 im Magazin Gekkan Shōnen Sunday. Die Kapitel werden von Shogakukan veröffentlicht.

## Animeserie
Am 21. März 2025 gab Nippon TV bekannt, dass eine Anime-Adaption von Kore Kaite Shine in Produktion ist.

## Rezeption
2022 wurde Kore Kaite Shine für die achten Next Manga Awards in der Kategorie Print-Manga nominiert, wo es den 16. Platz von 50 Nominierten belegte. 2023 belegte sie in der von Takarajimasha veröffentlichten Liste „Kono Manga ga Sugoi!“ den sechsten Platz unter den besten Manga für männliche Leser. Im selben Jahr gewann es den 16. Manga Taish. 2025 erhielt Kore Kaite Shine gemeinsam mit Burning Kabaddi, Natsume Arata no Kekkon und Puniru Is a Cute Slime den 70. Shogakukan Manga Award.